# Marion Pritchard

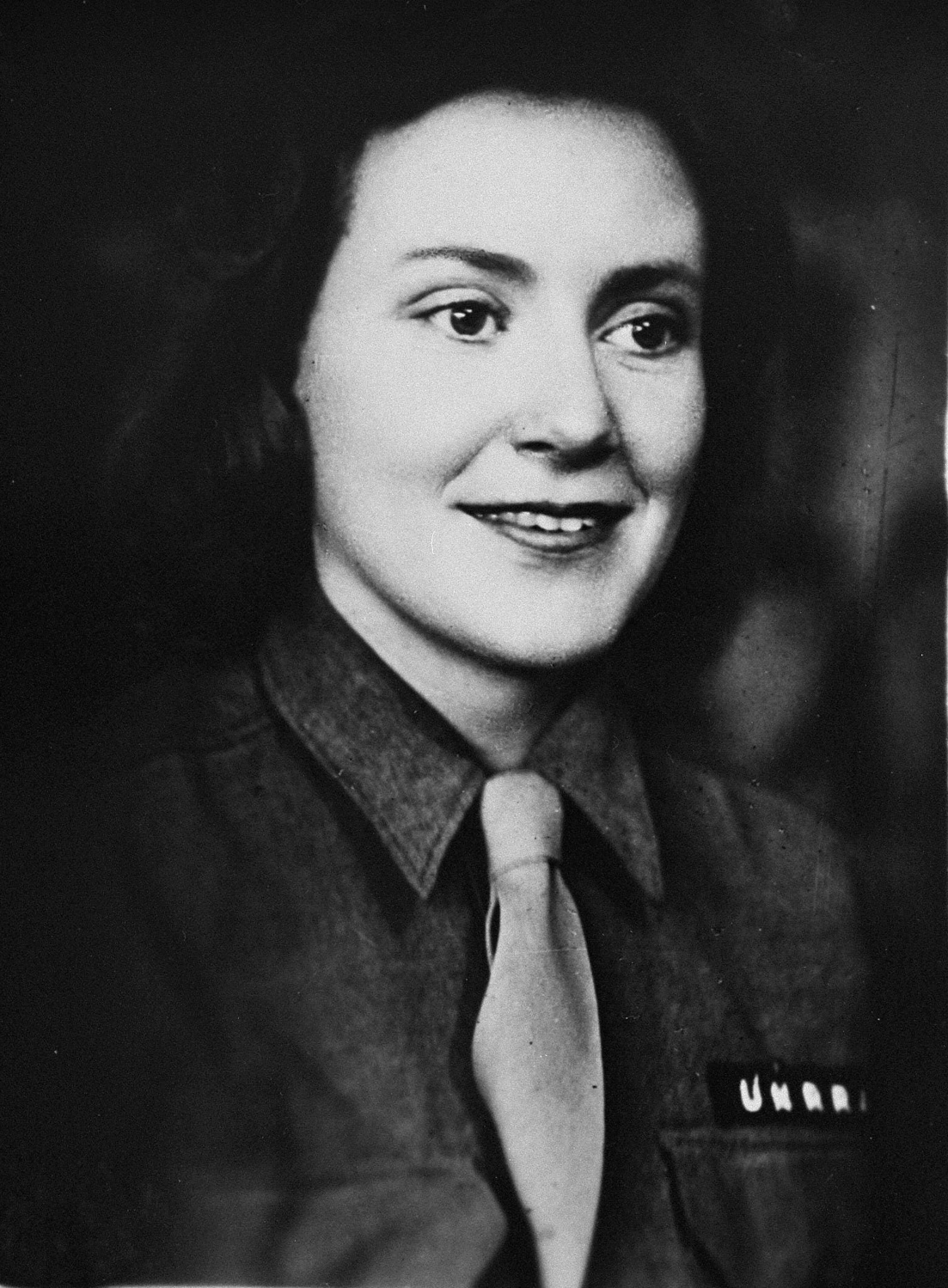
Marion Pritchard

Marion Pritchard (Geburtsname: Marion Philippine van Binsbergen; * 7. November 1920 in Amsterdam; † 11. Dezember 2016 in Washington, D.C.) war eine niederländische Judenretterin. Nach dem Zweiten Weltkrieg wanderte sie in die USA aus und arbeitete als Psychoanalytikerin. 1981 wurde sie als Gerechte unter den Völkern ausgezeichnet. Ab 1997, mit 77 Lebensjahren, hatte sie gemeinsam mit Debórah Dwork einen Lehrauftrag in einem Seminar der Clark University.

## Leben
Marion van Binsbergen hatte einen jüngeren Bruder und war die Tochter von Jacob und Grace van Binsbergen. Ihre Mutter war gebürtige Engländerin, und Marion wuchs in England, wo sie ein Internat besuchte, sowie in Amsterdam auf. In ihrer Jugend war sie Pfadfinderin.
Nachdem sie das Abitur bestanden hatte, studierte sie Sozialarbeit. Die Niederlande waren 1940 von Deutschland überfallen worden. 1941 wurde Marion van Binsbergen unschuldig verhaftet, weil im selben Haus BBC-Nachrichten, nach NS-Terminus Feindsender, abgehört und vervielfältig wurden. Sie wurde sechs Monate lang inhaftiert.
Danach begann sie ab 1942 (geprägt durch ihren Vater, der ein starkes Gerechtigkeitsempfinden hatte) sich für verfolgte Juden einzusetzen. Zu Beginn des Jahres hatte sie gesehen, wie Nationalsozialisten rücksichtslos kleine Kinder aus einem Kinderheim auf einen Lkw geworfen hatten. Geprägt durch diese Erfahrung gab sie jüdische Kinder danach als ihre eigenen aus und verschaffte ihnen Wohnorte bei nichtjüdischen Familien. Auch verhalf sie verfolgten Juden zu falschen Ausweispapieren, ebenfalls verschaffte sie ihnen medizinische Versorgung und Lebensmittel. Gegenüber ihrer Familie verschwieg sie dies, um selbige nicht zu gefährden.
Ihre bekannteste Rettung war die von Lex und Tom Polak. Nachdem deren Pflegemutter sie um einen sicheren Platz gebeten hatte, suchte Marion diesen 15 km außerhalb von Amsterdam. Dort wurde den Kindern beigebracht, bei verdächtigen Geräuschen sofort blitzschnell durch einige Dielenbretter unter dem Tisch in den Keller zu verschwinden. Nach einer Kontrolle kamen die Kinder wieder nach oben. Aber auch die Nationalsozialisten hatten gelernt, dass Versteckte sich nach Kontrollen sicher fühlten, und ein niederländischer SS-Mann kontrollierte sie abermals. Um die Kinder zu retten, erschoss Marion van Binsbergen ihn mit einer Pistole.
Nach dem Krieg arbeitete sie für die United Nations Relief and Rehabilitation Administration. Während der Arbeit lernte sie Anton Prichard kennen, der ein Kriegsgefangenenlager in Bayern leitete, und heiratete ihn. 1947 zogen sie in die USA und wurden Eltern dreier Söhne.
1981 wurde sie in Yad Vashem als Gerechte unter den Völkern ausgezeichnet.
Marion Pritchard starb im Dezember 2016 im Alter von 96 Jahren.